# مارسيل بيرجيرول

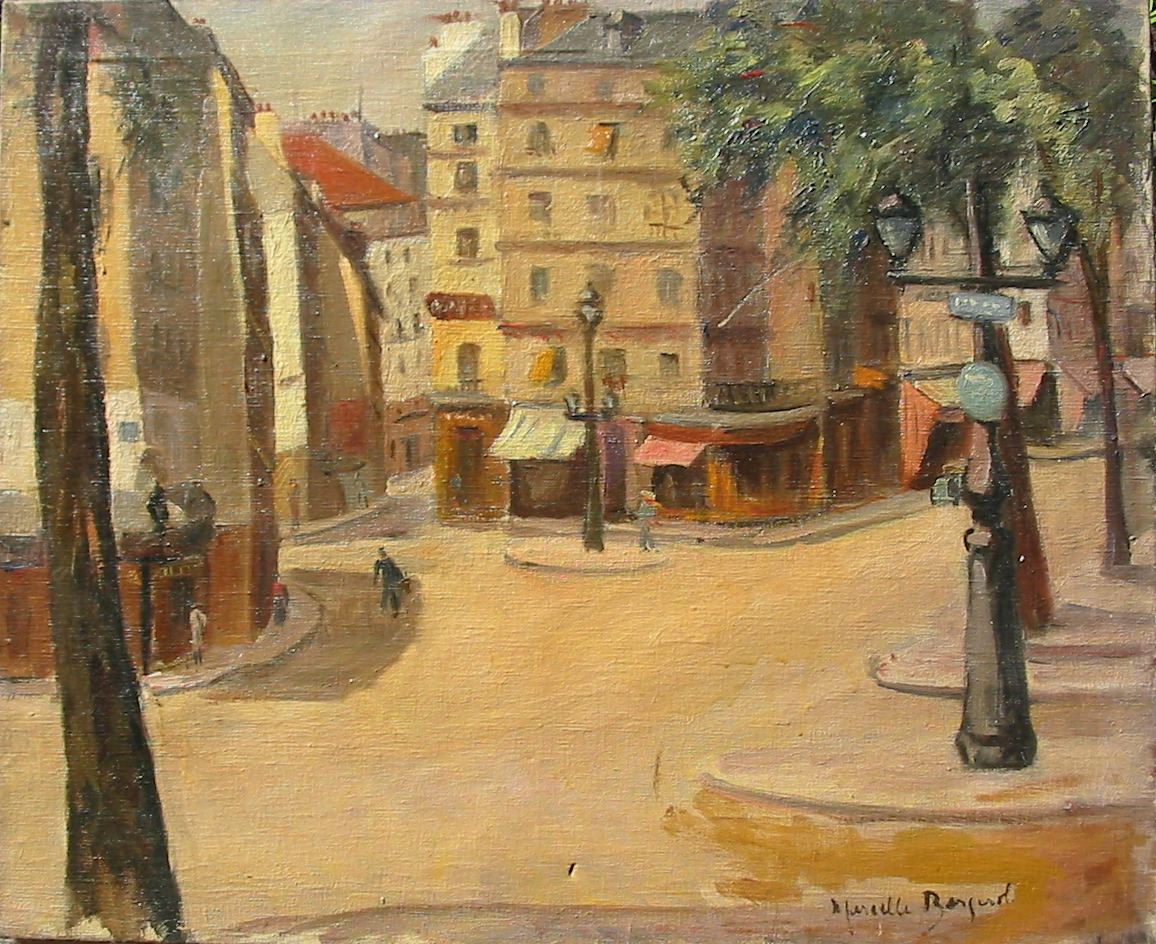
الحي اللاتيني، باريس - زيت على قماش

مارسيل بيرجيرول ولدت سنة 1901 باريس و توفيت في 1989 بولوني-بيانكور كانت رسامة فرنسية ما بعد الانطباعية و متخصصة في لوحات فرنسا وباريس وبريتاني ومنطقة كويرسي
أخذت بيرجيرول دروسًا في الرسم قبل أن تنضم إلى مشغل إدموند هيوزي في أوائل عام 1920 وقدعرضت أعمالها بباريس في صالون المستقلين بدءًا من عام 1927كما عرضت أعمالها لاحقًا في صالون أوتومني من عام 1929 إلى عام 1936، وفي صالون التويلري من عام 1930 إلى عام 1934. و تم عرض أعمالها في المعارض الفنية في باريس، مثل غاليري دو فيرسو ، وغاليري الطريبا ، وغاليري أرماند دروان ، قبل وبعد الحرب العالمية الثانية .
يعد اللون والأشكال عنصرين في عمل بيرجيرول. و قد تأثر فنها بسيزان ومونيه وبيسارو . باعتبارها رسامة ما بعد الانطباعية حيث تأثرت بشكل خاص باستخدام الألوان في أعمال الرسام ألبرت ماركيه .